# Slag om Soemy
De Slag bij Soemy was een gevecht dat begon op 24 februari 2022, tijdens de Russische invasie van Oekraïne in 2022, als onderdeel van het offensief in Noordoost-Oekraïne, en eindigde op 4 april 2022 toen Rusland al zijn troepen terugtrok uit de oblast Soemy.
Het Russische leger veroverde op 24 februari 2022 bijna de hoofdstad Soemy, 35 kilometer van de Russische grens. In de slag om de stad begonnen Oekraïense soldaten en milities, ondanks weinig aanvankelijke weerstand, terug te vechten, wat resulteerde in hevige stedelijke oorlogsvoering.

## De slag
Op 24 februari 2022 trokken Russische tanks en eenheden Soemy binnen en om 03:00 uur (UTC+3) begonnen de gevechten in de buitenwijken en ontstond hevige stedelijke oorlogvoering tussen de Oekraïense verdedigers en de Russische troepen. Als gevolg van de strijd brandde een kerk af.
De gevechten tussen de twee strijdkrachten gingen op 24 februari om ongeveer 22:30 uur (UTC+3) door in de buurt van de universiteit van Soemy, waar de Oekraïense 27e artilleriebrigade was gestationeerd. Om 01:39 op 25 februari werd gemeld dat de Russische troepen zich hadden teruggetrokken uit de stad.
Op 26 februari braken er opnieuw gevechten uit in de straten van Soemy. Russische troepen waren in staat om de helft van de stad in te nemen. Tegen het einde van de dag hadden Oekraïense troepen de hele stad heroverd. Oekraïense troepen zouden een konvooi van Russische brandstoftrucks hebben vernietigd. Burgemeester Oleksandr Lysenko maakte op 26 februari melding van drie burgerdoden, waaronder één burger die werd gedood toen Russische BM-21 Grad-voertuigen raketten lanceerden op Veretenivka, een woonwijk in het oostelijke deel van Soemy.
In de ochtend van 27 februari trok een colonne Russische voertuigen vanuit het oosten Soemy binnen. Een burgerauto werd beschoten, waarbij burgerslachtoffers vielen. Russische troepen hadden naar verluidt geen voorraden meer en begonnen markten te plunderen.
Op 28 februari beweerden Oekraïense troepen dat Oekraïense Bayraktar TB2-gevechtsdrones veel Russische voertuigen hadden vernietigd, waaronder 96 tanks, 20 BM-21 Grad-voertuigen en 8 brandstoftanks. 
Op 3 maart verklaarde de gouverneur van de oblast Soemy, Dmytro Zjyvytskyi, dat vijf mensen gewond waren geraakt door beschietingen op gebouwen van de 27e artilleriebrigade en de militaire afdeling van de universiteit van Soemy. Meer dan 500 internationale studenten zaten vast omdat wegen en bruggen die de stad uit leiden waren verwoest en er melding was gemaakt van gevechten in de straten van Soemy.
Zjyvytskyi verklaarde op 8 maart dat 22 burgers 's nachts werden gedood als gevolg van een Russische luchtaanval op een woonwijk. De evacuatie van burgers uit de stad begon in de loop van de dag op grond van een overeenkomst voor een humanitaire corridor die met Rusland was bereikt. Er werden gedurende de dag ongeveer 5.000 mensen geëvacueerd.
Op 21 maart beschadigde een luchtaanval een kunstmestfabriek in Soemy, waardoor ammoniak vrijkwam en de omliggende grond verontreinigd werd. Rusland ontkende verantwoordelijkheid was en suggereerde in plaats daarvan dat het incident een valse vlagoperatie van Oekraïne was.
Op 4 april 2022 verklaarde gouverneur Zjyvytskyi dat er in zijn oblast geen bezette steden of dorpen meer waren en de Russische troepen zich grotendeels hadden teruggetrokken, terwijl Oekraïense troepen bezig waren de resterende eenheden te verdrijven.

## Galerij

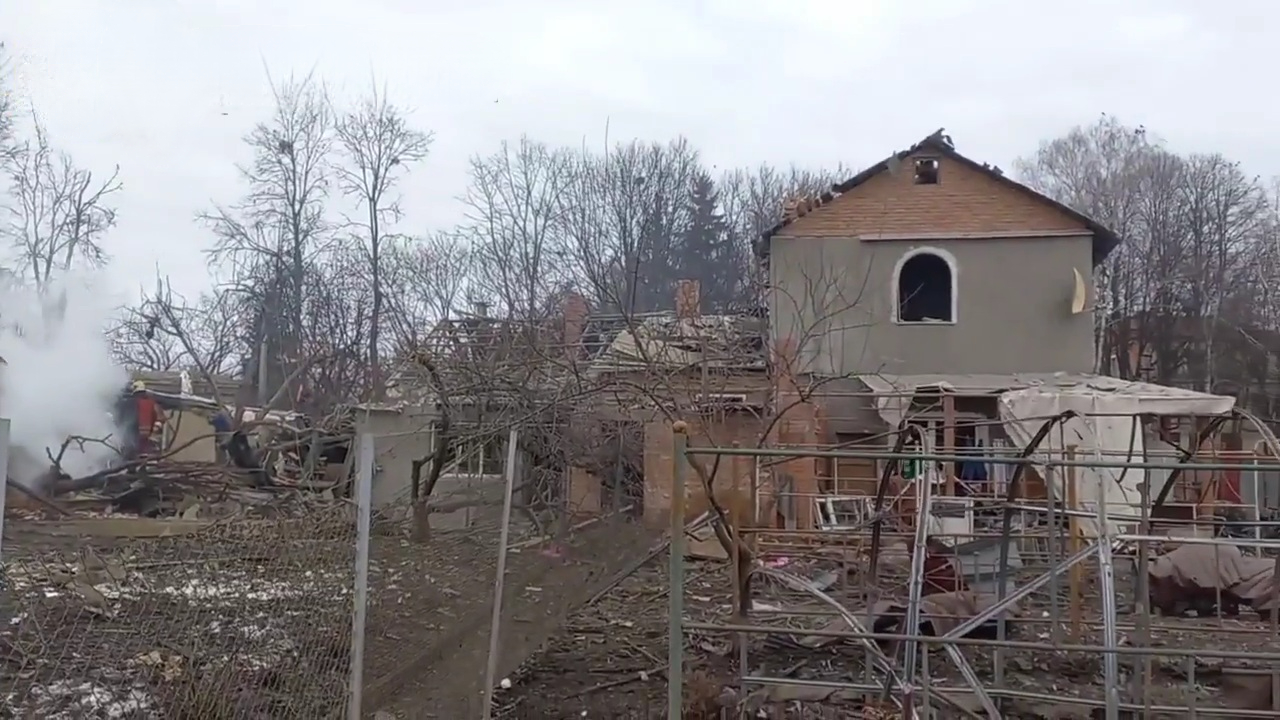
Een beschadigd gebouw in Soemy op 27 februari 2022
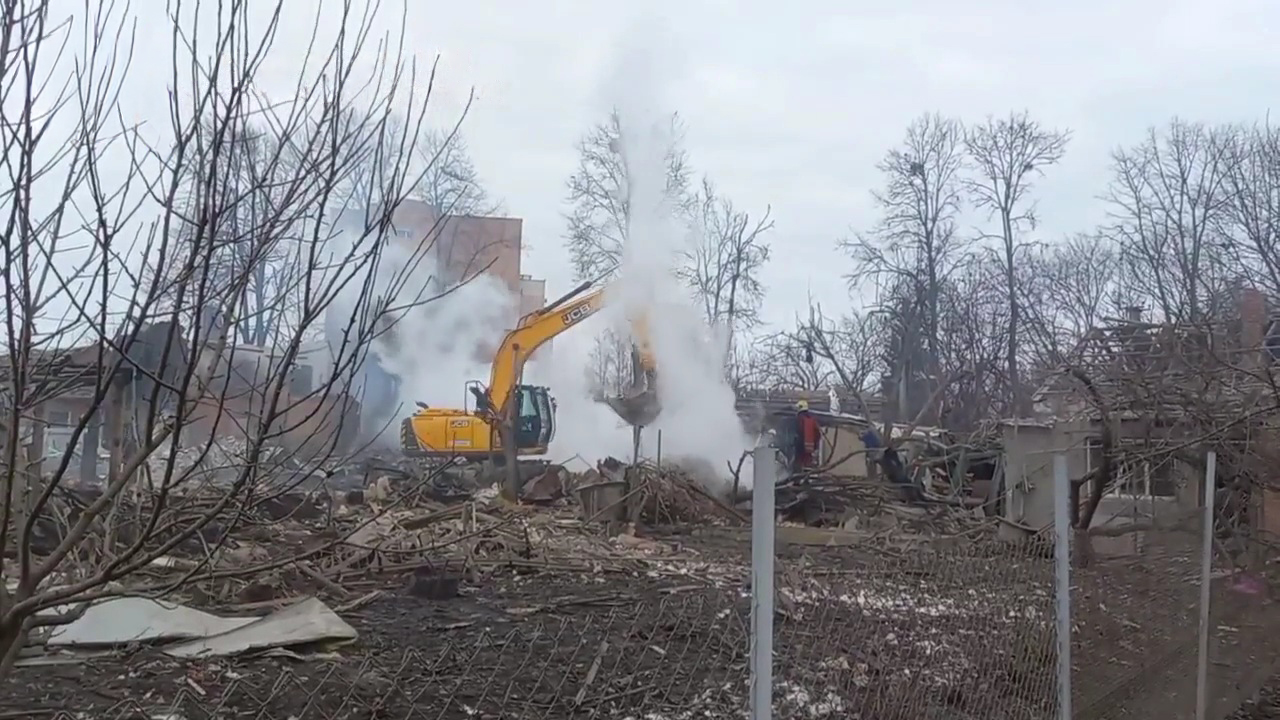
Evacuatiepogingen bij het verwoeste gebouw in Veretenivka
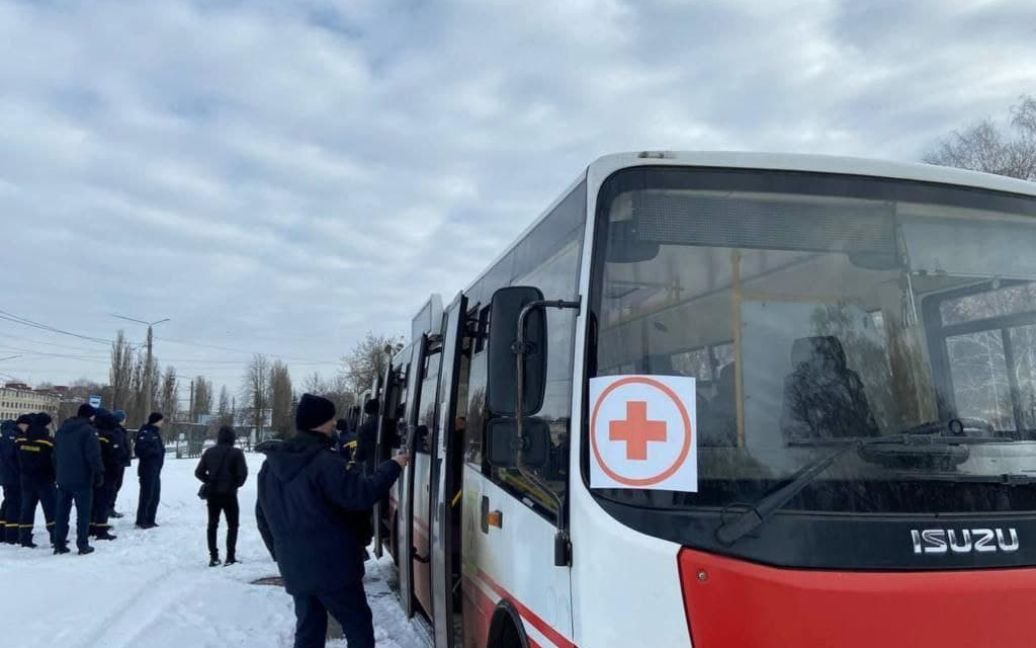
Evacuatiepogingen per bus